# 烏法區

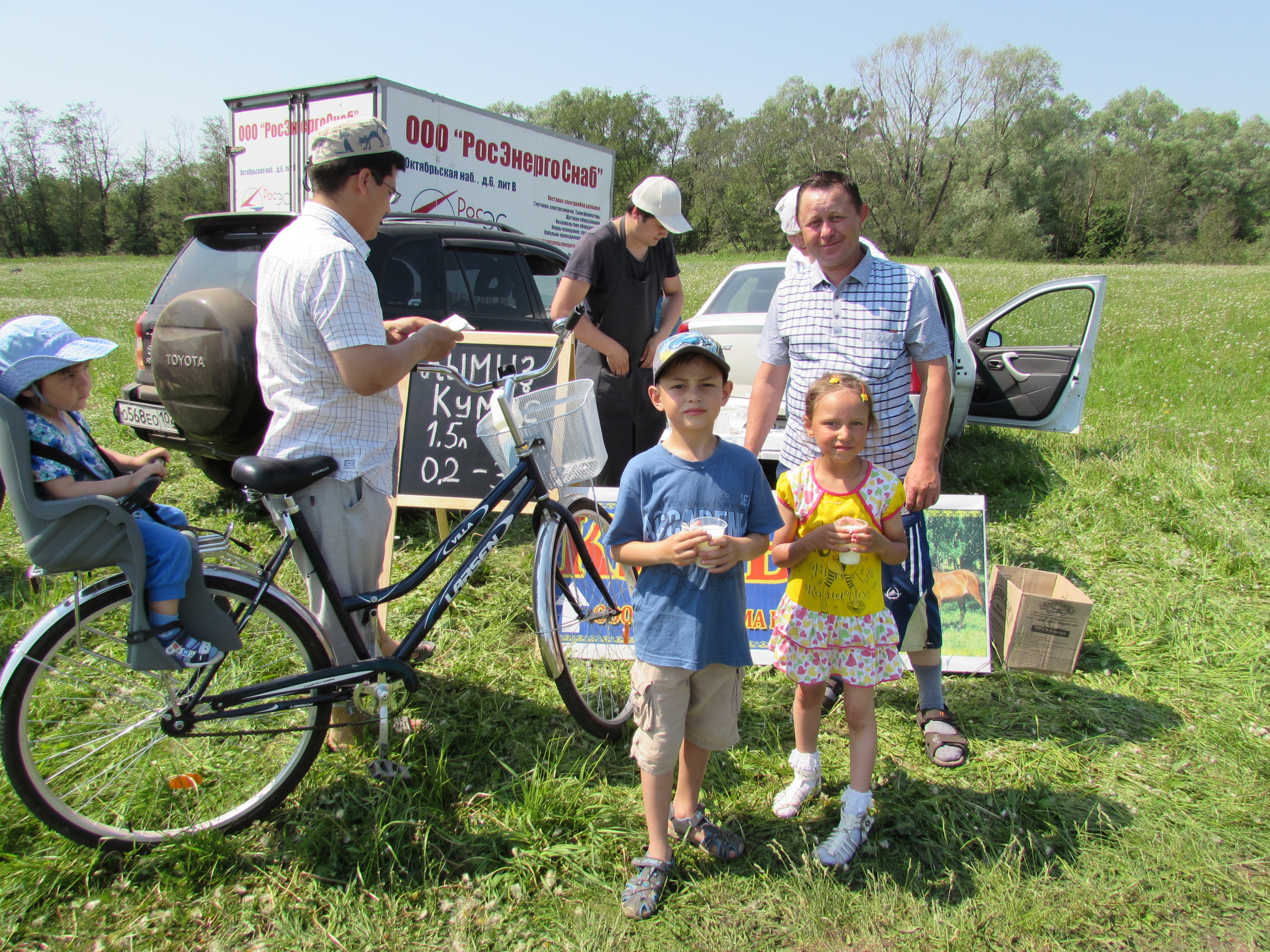

54°44′N 55°58′E / 54.733°N 55.967°E
烏法區（俄语：Уфимский район），是俄羅斯的一個區，位於該國西南部，由巴什科爾托斯坦共和國負責管轄，始建於1930年8月20日，面積1,599平方公里，2010年人口67,067，人口密度每平方公里41.95人。